# Vețca
Vețca [ˈvet͡ska] (deutsch Vitzka, ungarisch Székelyvécke) ist eine Gemeinde im Kreis Mureș in der Region Siebenbürgen in Rumänien.
Der Ort Vețca ist auch unter der ungarischen Bezeichnungen Vécke bekannt.

## Geographische Lage

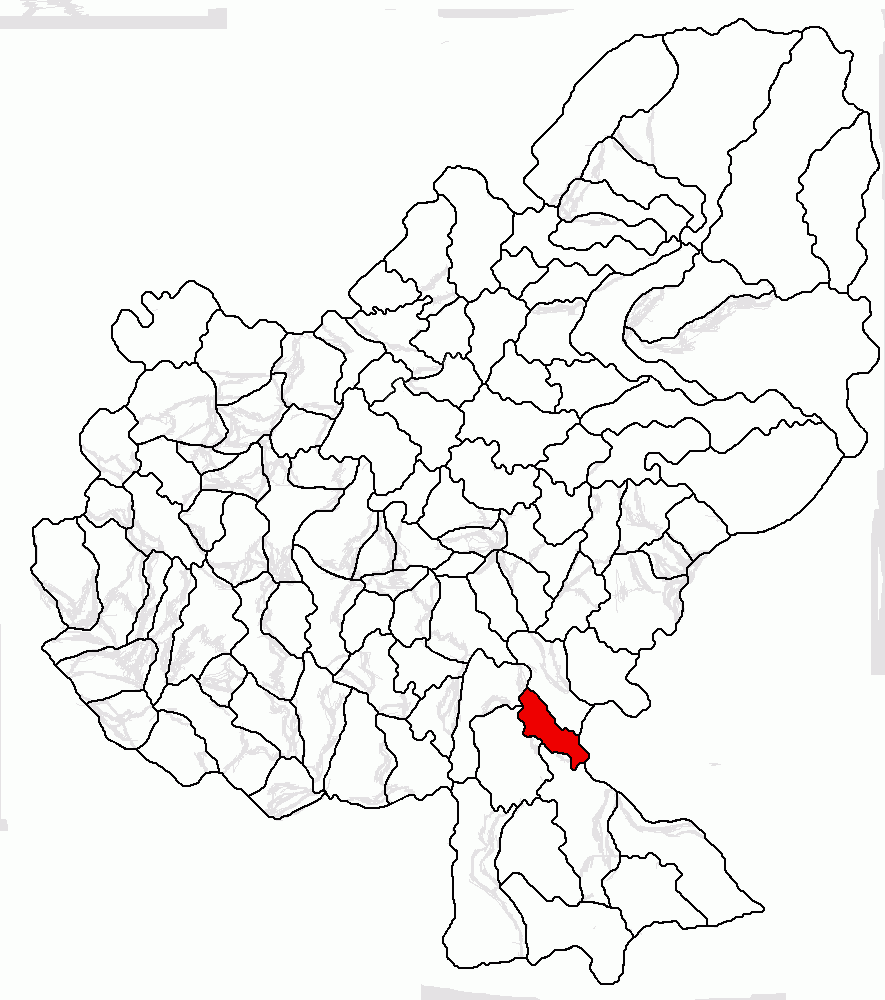
Lage der Gemeinde Vețca im Kreis Mureș

Die Gemeinde Vețca liegt im Kokeltal (Podișul Târnavelor) im Siebenbürgischen Becken. Am gleichnamigen Bach und der Kreisstraße (Drum județean) DJ 134 befindet sich der Ort Vețca 15 Kilometer südlich der Kleinstadt Sângeorgiu de Pădure (Sankt Georgen auf der Heide) und etwa 40 Kilometer südöstlich von der Kreishauptstadt Târgu Mureș (Neumarkt am Mieresch) entfernt.

## Geschichte
Der Ort Vețca wurde 1301 erstmals urkundlich erwähnt. Nach der Reformation hat die ungarische Adelsfamilie Horváth die unitarische Dorfbevölkerung im 18. Jahrhundert zum Übertritt zum Katholizismus überzeugt.
Eine Besiedlung auf dem Gebiet der Gemeinde Vețca wird auf dem Areal Cetate (Váruta hegy) des eingemeindeten Dorfes Jacodu (Ungarisch-Sacken) bis in die Frühgeschichte zurück datiert. Archäologische Funde auf dem Areal des eingemeindeten Dorfes werden der Jungsteinzeit und der Bronzezeit zugeordnet. Auf dem Gebiet des eingemeindeten Dorfes Sălașuri (ungarisch Székelyszállás) wurden archäologische Funde aus Silber in die Epoche der Völkerwanderung und auf dem Areal Vețcas der Bronzezeit zugeschrieben.
In der Liste der historischen Monumente des Rumänischen Ministeriums für Kultur und nationales Erbe werden im eingemeindeten Dorf Sălașuri bei Cărămidărie (ungarisch Teglas dülo) Funde einer Siedlung in die Latènezeit datiert.
Im Königreich Ungarn gehörten Orte der heutigen Gemeinde dem Stuhlbezirk Homoród in der Gespanschaft Udvarhely und anschließend dem historischen Kreis Odorhei und ab 1950 dem heutigen Kreis Mureș an.

## Bevölkerung
Die Bevölkerung der Gemeinde Vețca entwickelte sich wie folgt:
| 1850 | 2.010 | 89 | 1.920 | - | 1   |
| 1941 | 2.224 | 32 | 2.165 | - | 27  |
| 1992 | 972   | 22 | 905   | - | 45  |
| 2002 | 862   | 13 | 785   | - | 64  |
| 2011 | 892   | 12 | 757   | - | 123 |
| 2021 | 753   | 16 | 672   | - | 65  |

Seit 1850 wurde auf dem Gebiet der heutigen Gemeinde die höchste Einwohnerzahl und die der Magyaren 1941 ermittelt. Die höchste Anzahl der Rumänen wurde 1850, der Roma (98) 2011 und die der Rumäniendeutschen (11) 1910 registriert.

## Sehenswürdigkeiten
Sehenswürdig ist im Gemeindezentrum die römisch-katholische Kirche 1741 errichtet, diese steht unter Denkmalschutz, ansonsten ist auf dem Gebiet der Gemeinde kein nennenswertes Objekt zu erwähnen.

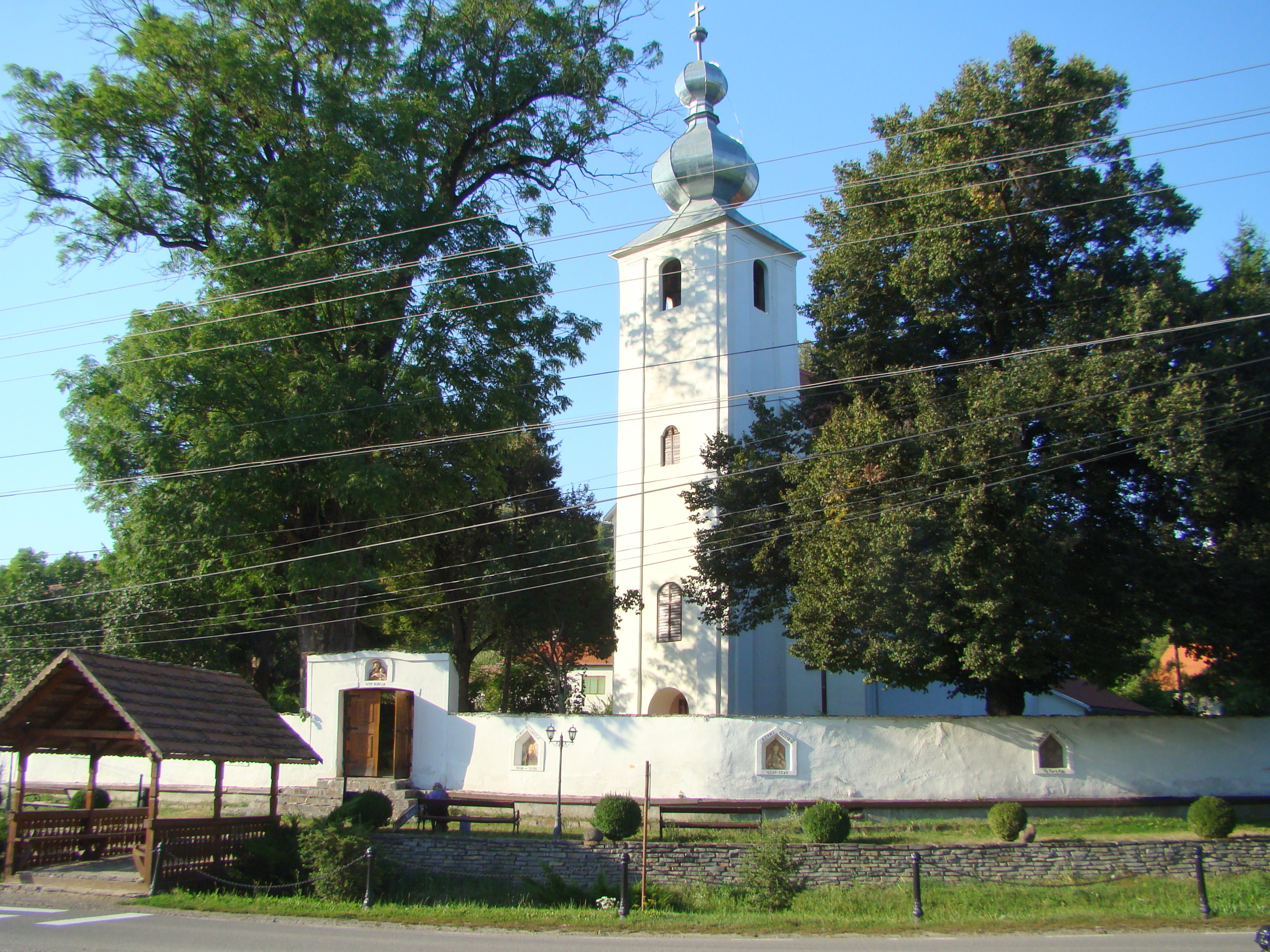
Katholische Kirche in Vețca
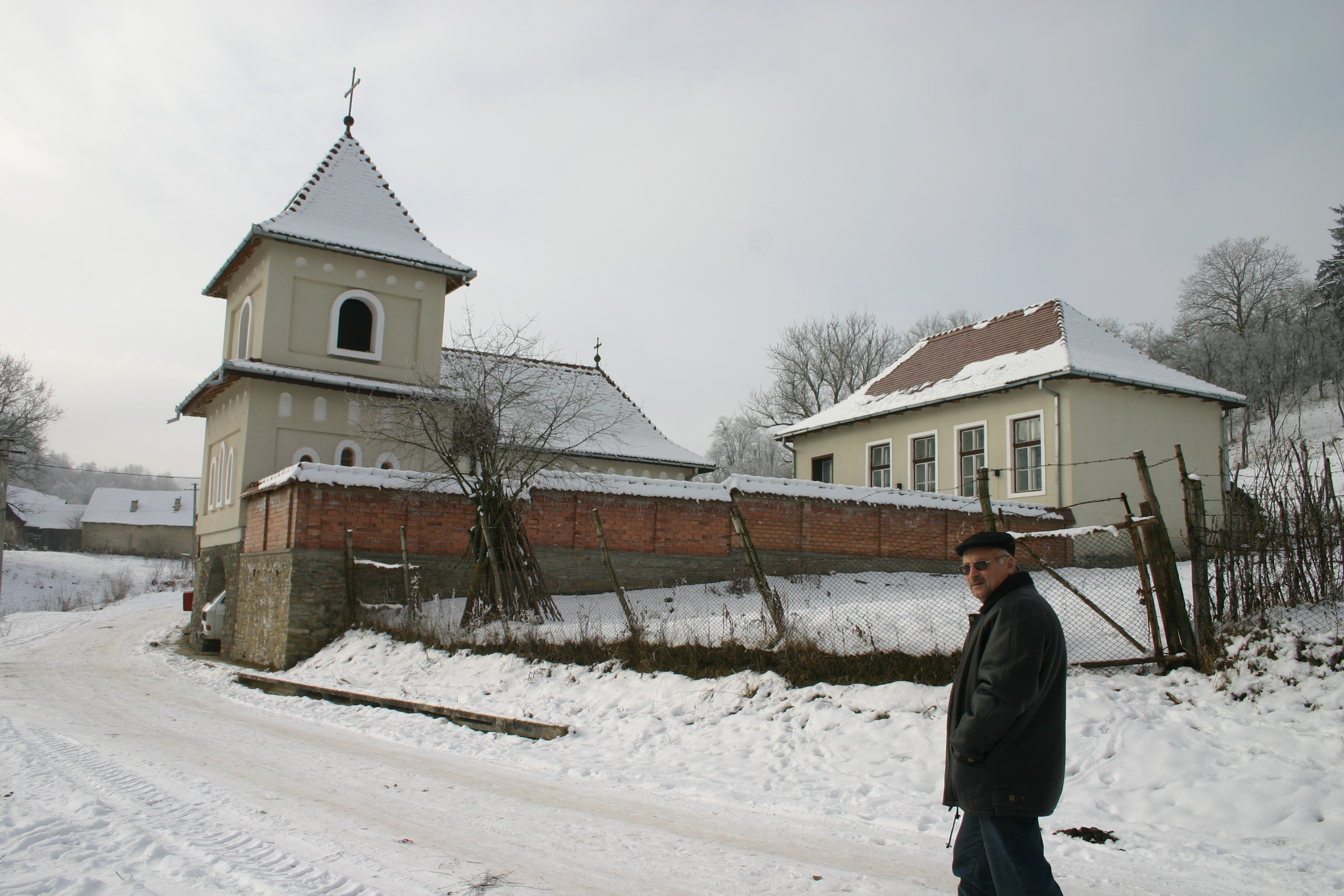
Kloster in Jacodu
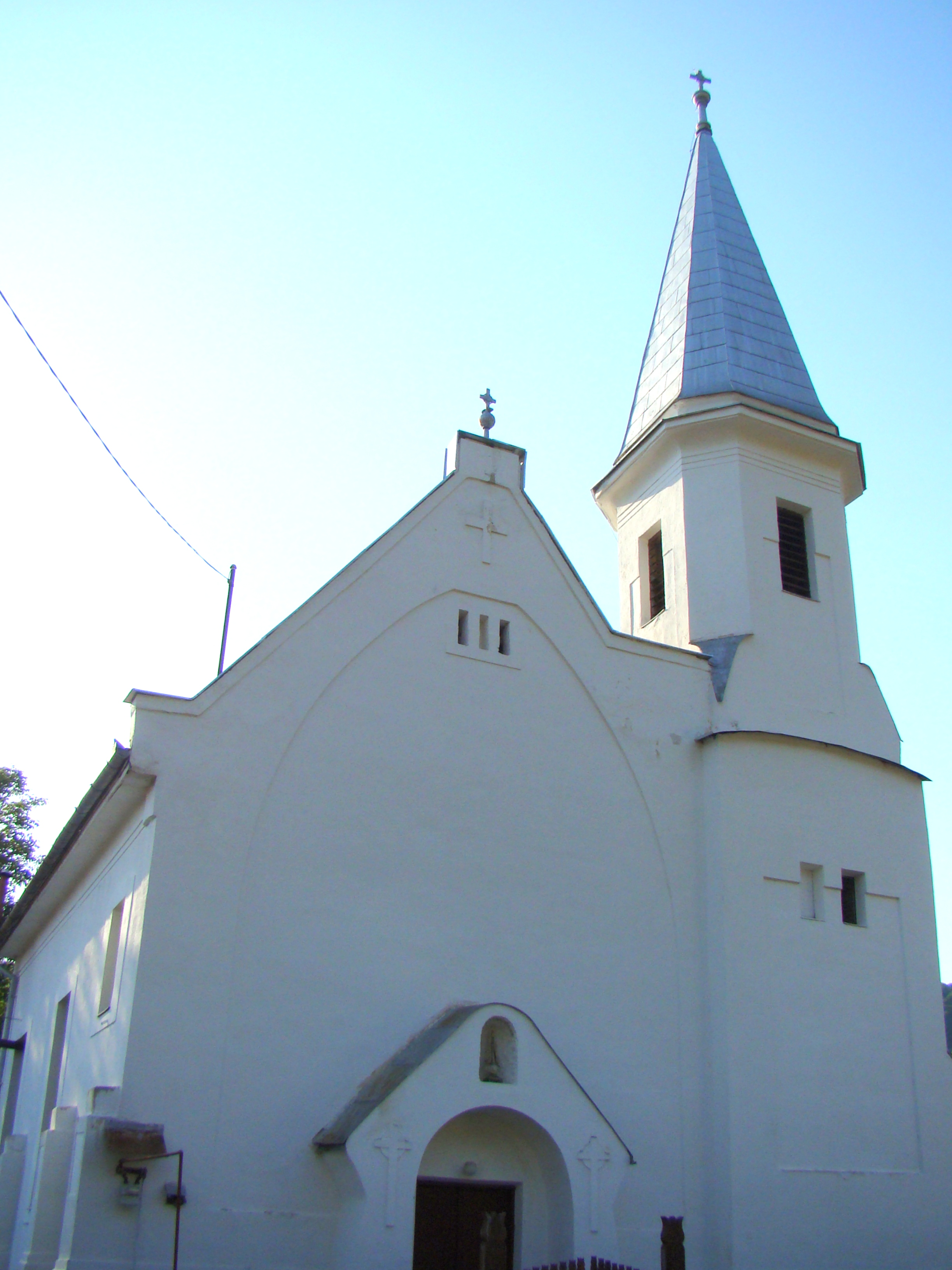
Katholische Kirche in Sălașuri